# 布隆迪国旗
布隆迪國旗，於1967年6月28日最初制定，1982年9月27日作出最新修改，将国旗总比例由2：3改为3：5。
國旗以白色Ｘ字分為四部份，中間一個圓形，裡面有三顆星。紅色代表獨立及革命所經歷的艱苦奮鬥，綠色代表人民期望的進步，白色代表和平。三顆帶有綠邊的紅色六角星代表國家的箴言「團結、勞動、進步」，同時也代表國內的三個種族胡圖族、圖西族與特瓦族，三族彼此和平相處共建家園。

## 歷史國旗

布隆迪王国 1961
布隆迪王国 1962-1966
布隆迪共和国 1966
布隆迪共和国 1966-1967
布隆迪共和国 1967-1982